# بابی آربر
بابی آربر (انگلیسی: Bobby Arber؛ زادهٔ ۱۳ ژانویهٔ ۱۹۵۱) بازیکن فوتبال اهل بریتانیا است.
از باشگاه‌هایی که در آن بازی کرده‌است می‌توان به باشگاه فوتبال آرسنال، باشگاه فوتبال لیتون اورینت، باشگاه فوتبال ساوتند یونایتد، باشگاه فوتبال توتینگ اند میتچام یونایتد، و باشگاه فوتبال بارکینگ اشاره کرد.